# Valverde de la Virgen
Valverde de la Virgen, ou avant 1911 Valverde del Camino, est un municipio (municipalité ou canton) de la comarque de Tierra de León, dans la province de León, communauté autonome de Castille-et-León, dans le Nord de l'Espagne.
C'est aussi le nom de la localité qui constitue le chef-lieu du municipio. Ce chef-lieu avait une population de 310 habitants, pour une population totale du municipio de 6 581 habitants, en 2010.
Le territoire du municipio est traversé par le Camino francés du Pèlerinage de Saint-Jacques-de-Compostelle, qui passe dans les localités de La Virgen del Camino puis dans le chef-lieu Valverde de la Virgen sur le Camino Real, ou dans Fresno del Camino puis Oncina de la Valdoncina, sur la Calzada de los Peregrinos, autre variante du chemin.

## Divisions administratives
Le municipio de Valverde de la Virgen regroupe les localités de :
- La Aldea de la Valdoncina,
- Fresno del Camino,
- Montejos del Camino,
- Oncina de la Valdoncina,
- Robledo de la Valdoncina,
- San Miguel del Camino,
- Valverde de la Virgen (chef-lieu),
- La Virgen del Camino.

## Culture et patrimoine

### Pèlerinage de Compostelle
Sur le Camino francés du Pèlerinage de Saint-Jacques-de-Compostelle, on vient de La Virgen del Camino, dans ce même municipio de Valverde de la Virgen, par le Camino Real.
La prochaine halte est San Miguel del Camino sur ce même Camino Real et toujours dans le même municipio de Valverde de la Virgen.

## Sources et références
- (es) Cet article est partiellement ou en totalité issu de l’article de Wikipédia en espagnol intitulé « Valverde de la Virgen » (voir la liste des auteurs).
- Grégoire, J.-Y. & Laborde-Balen, L. , « Le Chemin de Saint-Jacques en Espagne - De Saint-Jean-Pied-de-Port à Compostelle - Guide pratique du pèlerin », Rando Éditions, mars 2006,  (ISBN 2-84182-224-9)
- « Camino de Santiago St-Jean-Pied-de-Port - Santiago de Compostela », Michelin et Cie, Manufacture Française des Pneumatiques Michelin, Paris, 2009,  (ISBN 978-2-06-714805-5)
- « Le Chemin de Saint-Jacques Carte Routière », Junta de Castilla y León, Editorial